# Филдинг, Уильям, 1-й граф Денби
Уильям Филдинг (англ. William Feilding; приблизительно 1587 — 8 апреля 1643) — английский аристократ, 1-й барон Филдинг и 1-й виконт Филдинг с 1620 года, 1-й граф Денби с 1622 года. Возвысился благодаря женитьбе на сестре королевского фаворита Джорджа Вильерса, 1-го герцога Бекингема. Участвовал в гражданской войне на стороне короля, был смертельно ранен в одном из сражений.

## Биография
Уильям Филдинг принадлежал к незнатному рыцарскому роду, представители которого владели землями в Уорикшире. Он родился приблизительно в 1587 году в семье Бэзила Филдинга из Ньюхем-Пэддокса и его жены Элизабет Астон. По разным данным, 23 апреля 1603 года или 4 марта 1607 году Филдинга-младшего посвятили в рыцари. Приблизительно в 1607 году сэр Уильям женился на Сьюзен Вильерс, дочери небогатого соседа, и впоследствии этот брак обернулся для него огромной удачей: брат Сьюзен Джордж, впоследствии герцог Бекингем, к 1615 году стал всесильным фаворитом короля Якова I. Благодаря этому родству Филдинг обрёл богатство, должности и титулы.
В 1619 году сэр Уильям стал первым заместителем мастера большого гардероба, а в 1622 — мастером. Он получил титулы барона Филдинга и виконта Филдинга (13 декабря 1620), графа Денби (14 сентября 1622). Не имея опыта и заслуг, Филдинг принял участие в морском походе на Кадис в 1625 году в чине контр-адмирала, а по возвращении стал адмиралом. Именно граф Денби получил под своё начало флот, направленный на помощь Ла-Рошели в 1628 году; он так и не попытался прорвать блокаду, и в результате город сдался. Сэр Уильям стал членом постоянного военного совета (15 февраля 1628), членом Совета Уэльса (12 мая 1633).
Филдинг остался в близком окружении короля Карла I и после гибели герцога. Все члены его семьи смогли занять высокое положение. Старшая дочь стала женой одного из знатнейших шотландских вельмож Джеймса Гамильтона, маркиза Гамильтона, хотя тот несколько лет отказывался от этого брака. На второй дочери женился наследник виконта Кемпдена, на третьей (под давлением короля) — второй сын графа Корка. Эта дочь сэра Уильяма в 1660 году получила титул графини Гилфорд. Старший сын графа Бэзил ещё при его жизни был вызван в Палату лордов как барон Филдинг (1628), второй сын Джордж получил ирландские титулы барона Филдинга, виконта Каллана, графа Десмонда.
Во время гражданской войны сэр Уильям встал на сторону короля, тогда как его старший сын Бэзил вступил в армию парламента. Граф служил в полку принца Руперта и, по словам Кларендона, «с исключительным мужеством участвовал во всех опасных предприятиях». Он сражался при Эджхилле в октябре 1642 года. Во время рейда на Бирмингем 3 апреля 1643 года сэр Уильям был тяжело ранен и умер спустя пять дней. Его похоронили в Монкс-Кирби в Уорикшире.

## Семья
Сэр Уильям был женат на Сьюзен Вильерс, дочери сэра Джорджа Вильерса и Мэри Бомонт. В этом браке родились:
- Бэзил (приблизительно 1608—1675), 2-й граф Денби[6];
- Джордж (приблизительно 1614—1665), 1-й граф Десмонд[7];
- Маргарет (приблизительно 1613—1638), жена Джеймса Гамильтона, 1-го герцога Гамильтона[8];
- Энн (умерла в 1636), жена Батиста Ноэля, 3-го виконта Кемпдена[9];
- Элизабет (умерла в 1667), жена Льюиса Бойля, 1-го виконта Бойля[10].